# Coşkun Özarı
Coşkun Özarı (* 4. Januar 1931 in Istanbul; † 22. Juni 2011 in Istanbul) war ein türkischer Fußballspieler und -trainer.

## Spielerkarriere
Coşkun Özarı begann mit zwölf Jahren das Fußballspielen bei Galatasaray Istanbul. Er wurde als zentraler Mittelfeldspieler wie auch als rechter Verteidiger eingesetzt. Während seiner Zeit bei Galatasaray gewann er drei Meisterschaften und wurde fünf Mal in die türkische Fußballnationalmannschaft berufen. Er beendete seine aktive Karriere 1960 mit nur 29 Jahren.

## Trainerkarriere
Danach nahm Coşkun Özarı an Trainerseminaren von Walter Winterbottom in England teil. Nach der Rückkehr in die Türkei wurde er zunächst Co-Trainer von Gündüz Kılıç bei Galatasaray Istanbul. Danach war er in drei Amtszeiten Chefcoach bei Galatasaray und gewann in dieser Zeit drei Meistertitel. Danach wurde er in das Traineramt der türkischen Nationalmannschaft berufen, das er über verschiedene Zeiträume hinweg ausübte. Seine Trainerkarriere beendete er 1986 und arbeitete seitdem als Sportjournalist.
Lange Zeit hielt Özarı als Trainer den Rekord der meisten Einsätze für die türkische Fußballnationalmannschaft, bis ihn sein früherer Spieler Fatih Terim überholte. Seine Bilanz von 54 Spielen als Chefcoach beläuft sich auf 14 Siege, 16 Unentschieden und 24 Niederlagen.

## Tod
Özarı erlitt am 18. Juni 2011 eine Hirnblutung und wurde von seinen Angehörigen in das Istanbuler American Hospital, Nişantaşı eingeliefert und erlag hier vier Tage später den Folgen der Hirnblutung. Er litt an einer nicht näher erläuterten unheilbaren Krankheit und war gesundheitlich angeschlagen. Er wurde zwei Tage nach seinem Tod nach dem Mittagsgebet in der Teşvikiye-Moschee im Friedhof Zincirlikuyu beigesetzt.